# Nickel Ashmeade
Nickel Ashmeade (Ocho Rios, 7 de abril de 1990) é um velocista e campeão olímpico e mundial jamaicano.
Colega de escola de Yohan Blake desde o curso secundário, começou a aparecer no atletismo ainda como júnior nos 100 m e 200 m em competições regionais no Caribe. Conseguiu suas primeiras medalhas globais no Campeonato Mundial de Atletismo Juvenil (-17) de 2007, uma prata nos 100 metros, um bronze nos 200 metros e outro bronze com o  4x100 m jamaicano. Dois anos depois foi medalha de prata nos 200 m e no 4x100 m no Campeonato Mundial de Atletismo Júnior (U-19), na Polônia. Na mesma competição, correu a distância mais longa da velocidade ajudando o time da Jamaica a chegar em 4º lugar no 4x400 m.
Já como adulto, ele venceu os 200 m no Campeonato de Atletismo da América Central e Caribe de 2008 e após pequenos progressos nos anos seguintes, em maio de 2011, em Kingston, correu a prova a menos de 20s pela primeira vez, marcando 19.96, abaixando melhor marca em quase 1s e vencendo e surpreendendo o mais experiente e laureado norte-americano Wallace Spearmon. Naquele mesmo ano, derrotou o campeão olímpico de Atenas 2004 Justin Gatlin nos 100 m em Porto Rico.
Em Moscou 2013 e Pequim 2015 Ashmeade tornou-se bicampeão mundial ao integrar o revezamento jamaicano junto com Usain Bolt, Nesta Carter, Asafa Powell e Kemar Bailey-Cole que venceu o 4x100 m nestes dois compeonatos mundiais. Na Rio 2016 ganhou a medalha de ouro e o título de campeão olímpico também no 4x100 m, junto com Bolt, Powell e Blake.